# Галина (Пермский край)
Галина — деревня в Кудымкарском районе Пермского края. Входила в состав Ленинского сельского поселения. Располагается на левом берегу реки Юсьва южнее от города Кудымкара. Расстояние до районного центра составляет 19 км. По данным Всероссийской переписи населения 2010 года, в деревне проживало 19 человек (7 мужчин и 12 женщин).

## История
По данным на 1 июля 1963 года, в деревне проживало 154 человека. Населённый пункт входил в состав Верх-Юсьвинского сельсовета.